# Neusreuth
Neusreuth ist ein Gemeindeteil des Marktes Markt Indersdorf im oberbayerischen Landkreis Dachau.
Die Einöde liegt fünf Kilometer westlich von Markt Indersdorf auf der Gemarkung Hirtlbach und ist über eine Stichstraße vom etwa 350 Meter nördlich liegenden Riedhof her zu erreichen.
Der Ort entstand aus einem von Leonhard Neuß vor 1835 gegründeten Hof.
Am 1. Juli 1972 wurde die damalige Gemeinde Hirtlbach mit ihren Gemeindeteilen Hirtlbach, Hörgenbach und Neusreuth und einem Gemeindegebiet von 431 Hektar nach Markt Indersdorf eingemeindet.